# Santa Maria del Popolo (församling)
Santa Maria del Popolo är en församling i Rione Campo Marzio i Roms stift.
Till församlingen Santa Maria del Popolo hör följande kyrkobyggnader:
- Santa Maria del Popolo
- Santa Maria dei Miracoli
- Santa Maria in Montesanto